# Nova Gorica
Nova Gorica je grad i središte istoimene općine u zapadnoj Sloveniji na granici s Italijom. Grad pripada pokrajini Primorskoj i statističkoj regiji Goriškoj. 

## Stanovištvo
Prema popisu stanovništva iz 2011. godine Nova Gorica je imala 13.178 stanovnika.

## Gradovi prijatelji
- Aleksandrovac, Srbija
- Klagenfurt, Austrija
- Otočac, Hrvatska
- San Vendemiano, Italija

## Šport
- ND Gorica

## Vanjske poveznice
- Službena stranica općine
- Satelitska snimka grada  Arhivirana inačica izvorne stranice od 29. srpnja 2017. (Wayback Machine)